# Régiment du Golan
 (décembre 2023).
Le Régiment du Golan (arabe : فوج الجولان, Fouj al-Joulan) était une milice syrienne basée à Khan Arnabah qui faisait partie des Forces de défense nationale. Bien que principalement active sur le plateau du Golan, l'unité a été déployée dans diverses zones de guerre de l'ouest de la Syrie, luttant contre de nombreuses forces d'opposition syriennes et contre l'État islamique d'Irak et du Levant. Le régiment du Golan était remarquable dans la mesure où il était la première unité gouvernementale pendant la guerre civile syrienne fondée par des transfuges de l'Armée syrienne libre (ASL).

## Histoire

### Rébellion et retour du côté du gouvernement
Les débuts du régiment du Golan remontent à 2011, lorsque son futur chef Majid Himoud s'est porté volontaire pour l'armée syrienne. Selon Himoud, les officiers de sa division l'ont maltraité ainsi que d'autres soldats, après quoi ils ont décidé de faire défection. En décembre 2011, ils ont formé une unité de l'Armée syrienne libre sous la direction de Himoud, le bataillon al-Mutasim, et ont commencé à lutter contre le gouvernement près de la frontière avec Israël. Alliés à d'autres groupes rebelles locaux, les hommes de Himoud ont combattu à Jabata, Khan Arnabah , Madinat al-Baath, Beer Ajam et Breika et ont bien progressé contre le gouvernement. Cependant, au fil du temps, Himoud devint de plus en plus mécontent de ses alliés ; il a affirmé plus tard que certains groupes comme Alwiya al-Furqan « ne se battraient même pas, ils viendraient sur le champ de bataille une fois les affrontements terminés, prendraient des photos et des vidéos à côté des bâtiments et des chars détruits, puis les renverraient à leurs financiers ». en Jordanie ou dans les pays du Golfe pour récupérer leurs salaires". Il a accusé d'autres de travailler en étroite collaboration avec Israël, qu'il considère comme une « ligne rouge » que les Syriens ne devraient pas franchir.
Ces facteurs ont amené Himoud et nombre de ses hommes à reconsidérer leur rôle de rebelles et, fin 2013, il a finalement contacté le maire de Khan Arnabah, qui était son parent et le commandant des Forces de défense nationale dont il combattait principalement les troupes. Les deux hommes ont convenu d'un cessez-le-feu local et, après huit mois de négociations, Himoud et des dizaines de ses combattants se sont livrés au gouvernement. Ils ont reçu une amnistie du président Bachar al-Assad et ont formé le « Régiment du Golan » en tant qu'unité des Forces de défense nationale/Comité populaire, centré à Khan Arnabah. Les membres du bataillon al-Mutasim qui n'étaient pas d'accord avec la décision d'Himoud et ont refusé de faire défection ont plutôt rejoint d'autres groupes rebelles. Depuis sa fondation, le régiment du Golan s'est développé en recrutant dans ses rangs des loyalistes du gouvernement, par exemple à Hader, considérée comme résolument pro-Assad.

## Organisation
Le régiment du Golan est divisé en trois parties : le « premier bataillon » de Khan Arnabah, le « deuxième bataillon » de Hader et le « troisième bataillon » de Jaba. Le fondateur de la milice, Majid Himoud, a servi à la fois comme commandant en chef et chef du premier bataillon avant sa mort en juin 2017. Par la suite, le chef général de la milice était Khaled Abaza, un Circassien de Beer Ajam et fils du brigadier Walid Abaza qui a été chef de la branche de la Direction de la sécurité politique à Hama pendant le soulèvement islamiste en Syrie des années 1980. Fin 2017, les bataillons étaient dirigés par Yassin Salibi (premier), Abou Mashhour (deuxième) et Abou Suhaib (troisième). Un autre officier notable du régiment du Golan était Yasser Hussein al-Sayyed.